# St. Matthias und Anna (Buchau)

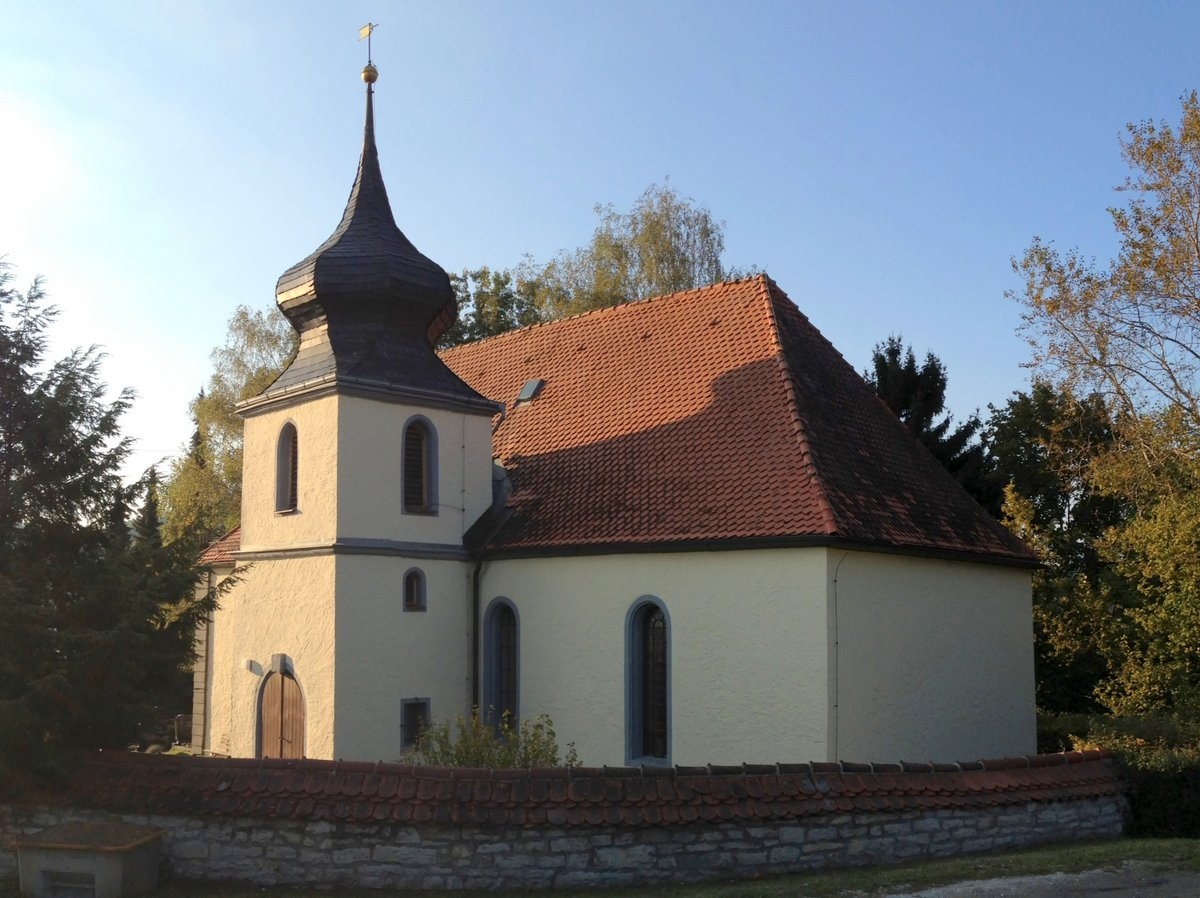
St. Matthias und Anna (Buchau)

Die evangelische Filialkirche St. Matthias und Anna ist ein denkmalgeschütztes Kirchengebäude in Buchau,  einem Gemeindeteil der Stadt Pegnitz im Landkreis Bayreuth (Oberfranken, Bayern). Das Bauwerk ist unter der Denkmalnummer D-4-72-175-47 als Baudenkmal in die Bayerische Denkmalliste eingetragen. Die Kirche gehört zur Kirchengemeinde Pegnitz im Dekanat Pegnitz im Kirchenkreis Bayreuth der Evangelisch-Lutherischen Kirche in Bayern.

## Beschreibung
Die Kapelle aus dem Jahr 1408 wurde 1708 zur Saalkirche ausgebaut. Das Kirchenschiff ist mit einem Walmdach bedeckt, vor seiner Südwand steht der Kirchturm mit einer Zwiebelhaube.
Der Innenraum ist mit einem Tonnengewölbe überspannt, der nicht zugängliche Chor mit einem Kreuzgratgewölbe. Die Orgel mit neun Registern, einem Manual und einem Pedal wurde 2012 von der Hermann Eule Orgelbau Bautzen errichtet.